# ناهو تودا
ناهو تودا (انگلیسی: Naho Toda؛ زادهٔ ۱۳ مارس ۱۹۷۴) بازیگر اهل ژاپن است. وی از سال ۱۹۹۱ میلادی تاکنون مشغول فعالیت بوده‌است.
از فیلم‌ها یا برنامه‌های تلویزیونی که وی در آن نقش داشته‌است می‌توان به گونشی کانبی، شمشیر ناامیدی و دوستان اشاره کرد.